# Joško Gvardiol
Joško Gvardiol (* 23. Januar 2002 in Zagreb) ist ein kroatischer Fußballspieler, der seit August 2023 bei Manchester City unter Vertrag steht. Der Innenverteidiger ist seit Juni 2021 kroatischer Nationalspieler.

## Karriere

### Verein
Der in Zagreb geborene Joško Gvardiol begann seine fußballerische Ausbildung beim NK Trešnjevka Zagreb und schloss sich im Jahr 2010 der renommierten Jugendakademie von Dinamo Zagreb an. Dort spielte er in diversen Juniorenauswahlen und mit der U19-Mannschaft nahm er an der UEFA Youth League 2018/19 teil. Am 18. August 2019 (1. Spieltag) debütierte er beim 1:1-Unentschieden gegen die zweite Vertretung des NK Osijek in der Reservemannschaft Dinamo Zagreb II, welche in der zweithöchsten kroatischen Spielklasse spielt. Nach zwei weiteren Einsätzen in der Reserve wurde der Innenverteidiger in die erste Mannschaft befördert. Mitte Oktober 2019 wurde Gvardiol von der britischen Tageszeitung The Guardian in der Liste der 60 größten Talente mit dem Geburtsjahr 2002 genannt. Am 18. Oktober 2019 (12. Spieltag) bestritt er mit 17 Jahren beim 4:2-Auswärtssieg gegen den HNK Gorica sein erstes Spiel in der höchsten kroatischen Spielklasse, als er in der Schlussphase für Mario Gavranović eingewechselt wurde. In seinem zweiten Einsatz gegen Inter Zaprešić stand er erstmals in der Startaufstellung und erzielte das entscheidende Tor zum 1:0-Heimsieg. In den nächsten Monaten kam Gvardiol sporadisch in der ersten Mannschaft zum Einsatz. Wegen guter Leistungen im Saisonendspurt zählte er in der Spielzeit 2020/21 zu den Stammkräften des kroatischen Meisters und absolvierte auch mehrere Europa-League-Begegnungen, bis die Mannschaft im Viertelfinale gegen Villarreal CF ausschied.
Zur Saison 2021/22 wechselte Gvardiol in die Bundesliga zu RB Leipzig. Er unterschrieb einen bis zum 30. Juni 2026 laufenden Vertrag, der im August 2022 vorzeitig bis 2027 verlängert wurde.
Zur Saison 2023/24 wechselte Gvardiol in die Premier League zu Manchester City. Er unterschrieb beim amtierenden englischen Meister, Pokalsieger und Champions-League-Sieger einen Vertrag bis zum 30. Juni 2028. Mit einer Ablösesumme in Höhe von 90 Millionen Euro wurde er zum bis dahin teuersten Abwehrspieler der Fußballgeschichte.

### Nationalmannschaft
Joško Gvardiol lief bereits für die kroatische U14-Nationalmannschaft auf und absolvierte im April 2018 drei Länderspiele für die U16. Anschließend bestritt er bis März 2019 acht Länderspiele für die U17, in denen er auch einen Torerfolg verbuchen konnte. Seit September 2019 ist er für die U19 im Einsatz und seit November 2019 repräsentiert er die U21 seines Heimatlandes.
Im Juni 2021 debütierte er in einem Testspiel gegen Belgien im A-Nationalteam. Bei der Europameisterschaft 2021 war er Bestandteil des kroatischen Kaders, welcher bei dem Turnier im Achtelfinale gegen Spanien ausschied.
Er stand im Kader für die Weltmeisterschaft 2022 in Katar, wo Kroatien den dritten Platz erreichte. Gvardiol kam in jedem der sieben Spiele zum Einsatz und erhielt für seine Leistung bei der WM viel Lob. Er wurde etwa vom Sportmagazin Kicker, der Sportschau (ARD) und ran (Sat.1) in die Elf des Turniers gewählt.

## Titel und Auszeichnungen

### Titel
International
- Klub-Weltmeister: 2023
- UEFA-Super-Cup-Sieger: 2023

Kroatien
- Meister: 2020, 2021
- Pokalsieger: 2021

Deutschland
- Pokalsieger: 2022, 2023

England
- Meister: 2024
- Supercupsieger: 2024

### Auszeichnungen
- Nominierung für den Ballon d’Or: 2023 (25. Platz)
- Nominierung für die Kopa-Trophäe: 2022 (6.)
- Wahl in die VDV 11: 2022/23